# Marquaix
Marquaix és un municipi francès situat al departament del Somme i a la regió dels Alts de França. L'any 2007 tenia 222 habitants.

## Demografia

### Població
El 2007 la població de fet de Marquaix era de 222 persones. Hi havia 84 famílies de les quals 20 eren unipersonals (4 homes vivint sols i 16 dones vivint soles), 28 parelles sense fills, 28 parelles amb fills i 8 famílies monoparentals amb fills.
La població ha evolucionat segons el següent gràfic:
Habitants censats

### Habitatges
El 2007 hi havia 97 habitatges, 85 eren l'habitatge principal de la família, 3 eren segones residències i 9 estaven desocupats. Tots els 96 habitatges eren cases. Dels 85 habitatges principals, 69 estaven ocupats pels seus propietaris, 11 estaven llogats i ocupats pels llogaters i 5 estaven cedits a títol gratuït; 1 tenia una cambra, 4 en tenien dues, 17 en tenien tres, 28 en tenien quatre i 35 en tenien cinc o més. 65 habitatges disposaven pel capbaix d'una plaça de pàrquing. A 42 habitatges hi havia un automòbil i a 37 n'hi havia dos o més.

### Piràmide de població
La piràmide de població per edats i sexe el 2009 era:
| Homes | Edats   | Dones |
| ----- | ------- | ----- |
| 0     | 95 o +  | 0     |
| 0     | 90 a 94 | 0     |
| 0     | 85 a 89 | 0     |
| 0     | 80 a 84 | 0     |
| 4     | 75 a 79 | 4     |
| 0     | 70 a 74 | 8     |
| 0     | 65 a 69 | 0     |
| 4     | 60 a 64 | 0     |
| 12    | 55 a 59 | 20    |
| 16    | 50 a 54 | 8     |
| 0     | 45 a 49 | 4     |
| 0     | 40 a 44 | 4     |
| 16    | 35 a 39 | 12    |
| 4     | 30 a 34 | 4     |
| 4     | 25 a 29 | 12    |
| 0     | 20 a 24 | 8     |
| 8     | 15 a 19 | 16    |
| 4     | 10 a 14 | 8     |
| 0     | 5 a 9   | 4     |
| 0     | 0 a 4   | 4     |

## Economia
El 2007 la població en edat de treballar era de 149 persones, 105 eren actives i 44 eren inactives. De les 105 persones actives 88 estaven ocupades (52 homes i 36 dones) i 17 estaven aturades (8 homes i 9 dones). De les 44 persones inactives 12 estaven jubilades, 6 estaven estudiant i 26 estaven classificades com a «altres inactius».

### Ingressos
El 2009 a Marquaix hi havia 87 unitats fiscals que integraven 226 persones, la mediana anual d'ingressos fiscals per persona era de 14.807 €.

### Activitats econòmiques
Dels 4 establiments que hi havia el 2007, 3 eren d'empreses de construcció i 1 d'una empresa de comerç i reparació d'automòbils.
Dels 3 establiments de servei als particulars que hi havia el 2009, 1 era una lampisteria, 1 electricista i 1 empresa de construcció.
L'any 2000 a Marquaix hi havia 3 explotacions agrícoles que ocupaven un total de 360 hectàrees.

## Poblacions més properes
El següent diagrama mostra les poblacions més properes.